# Ri Chol-myong
Ri Chol-Myong (Pyongyang, 18 de fevereiro de 1988) é um futebolista Norte-Coreano que atua como meia. Atualmente, joga pelo Pyongyang City. Disputou a Copa do Mundo de 2010 representado seu país.

## Gols internacionais
| #  | Data                   | Local                      | Oponente | Placar | Resultado | Competição             |
| -- | ---------------------- | -------------------------- | -------- | ------ | --------- | ---------------------- |
| 1. | 10 de novembro de 2010 | Áden, Iémen                | Iêmen    | 1–1    | Empate    | Amistoso               |
| 2. | 24 de dezembro de 2010 | 6th of October City, Egito | Kuwait   | 1–2    | Derrota   | Amistoso               |
| 3. | 13 de março de 2012    | Catmandu, Nepal            | Índia    | 4–0    | Vitória   | 2012 AFC Challenge Cup |